# Hyastenus spinosus
Hyastenus spinosus är en kräftdjursart som beskrevs av Alphonse Milne-Edwards 1872. Hyastenus spinosus ingår i släktet Hyastenus och familjen Pisidae. Inga underarter finns listade i Catalogue of Life.